# Marie Pochon
Pour les articles homonymes, voir Pochon.
Marie Pochon, née le 4 mai 1990 à Grenoble, est une femme politique française et une militante écologiste. Elle milite au sein de mouvements écologistes pendant plusieurs années, prenant position notamment contre l'« inaction climatique » des pouvoirs en France. Membre des Écologistes, elle est élue députée de la troisième circonscription de la Drôme en 2022 et réélue en 2024. Rare députée écologiste d'une circonscription rurale, elle se veut la « voix des territoires » en s'engageant particulièrement sur les questions de ruralité et d'agriculture.

## Biographie

### Jeunesse et formation
Marie Pochon est née en 1990 à Grenoble. De par sa mère, elle est fille et petite-fille de vignerons. Son père, Jacques Pochon, est quant à lui proviseur du lycée Camille-Vernet (Valence) de 2015 à 2023 et maire de Chavannes (Drôme) depuis 2001. Marie Pochon y grandit, avant d'aller effectuer des études supérieures à Lyon 2. Elle suit un Master en relations internationales et études européennes, au Centre international de formation européenne qui la conduit à Nice, mais aussi à Berlin et Istanbul où elle appuie les organisations locales dans l'accueil de réfugiés syriens,.

### Engagement écologiste
En 2014, elle est élue membre du comité exécutif de la Fédération des Jeunes Verts Européens, avant d'en être élue porte-parole deux ans plus tard en 2016 pour un mandat d'un an.
Elle s’investit dans différents mouvements écologistes, notamment l'association Notre affaire à tous, qu'elle rejoint en juin 2017. Elle en devient ensuite la secrétaire générale, et y coordonne l’action en justice contre la France pour « inaction climatique »,. En novembre 2019, elle devient la collaboratrice parlementaire de la députée européenne écologiste Marie Toussaint,. Elle dirige la campagne de Fabienne Grébert, tête de liste des écologistes pour les élections régionales de 2021 en Auvergne-Rhône-Alpes.

## Carrière politique

### Élections législatives de 2022
Début mai 2022, elle est investie par Europe Écologie Les Verts pour être la candidate de l’alliance Nupes dans la troisième circonscription de la Drôme,,,,. Sa candidature est critiquée par des militants écologistes qui y voient un parachutage,,, ; bien qu'originaire du département, elle arrive en effet de Lyon, après une première tentative pour être investie dans la quatrième circonscription de la Loire-Atlantique,
Après être arrivée en tête au premier tour avec 35,49 % des voix, elle est élue en battant au second tour la députée sortante Célia de Lavergne, candidate du mouvement Ensemble, avec 52,22% des voix,,. La presse indique que sa circonscription comprend la centrale nucléaire du Tricastin alors que son parti milite pour la sortie du nucléaire,. Son suppléant est le maire de Dieulefit, Christian Bussat. Lors de sa campagne, des élus locaux initient un comité de soutien présidé par la sénatrice Marie-Pierre Monier et le conseiller départemental Daniel Gilles.
En 2023, elle est à l'initiative la première édition des "universités des ruralités écologistes", organisées par EELV, Régions et Peuples Solidaires et Génération.s, qui se tiennent à Die dans la Drôme,. Cet évènement s'inscrit plus globalement dans une démarche visant à changer l'image des écologistes pour devenir les « meilleurs alliés des territoires ruraux ». Marie Pochon est, en effet, particulièrement investie sur les questions liées à la ruralité et à l'agriculture. Elle est ainsi la représentante des écologistes dans le groupe de travail transpartisan sur les déserts médicaux menés par les députés Guillaume Garot et Yannick Favennec.
À la suite du drame de Crépol et de la polémique qui entoure le quartier de la Monnaie à Romans-sur-Isère, elle répond à la demande de jeunes du quartier et les invite à l'Assemblée nationale.
Elle travaille au dépôt d’une proposition de résolution parlementaire transpartisane visant à rendre publics les presque 20 000 cahiers de doléances du Grand débat national.

### Activités parlementaires
À l'Assemblée nationale, elle se veut aussi la « voix des territoires » et s'engage sur les questions de ruralité et d'agriculture,. Elle soumet aussi, avec succès, à cette Assemblée le 4 avril 2024 une proposition de loi établissant des prix planchers pour les agriculteurs, une proposition qui est adoptée malgré l'opposition des partis présidentiels.

### Élections législatives de 2024
À la suite de la dissolution de l'Assemblée nationale en 2024, elle est de nouveau candidate, soutenue par le Nouveau Front populaire, toujours dans la troisième circonscription de la Drôme. Elle obtient 37,96 % des suffrages exprimés au premier tour, devant notamment Adhémar Autrand issu de l'alliance LR-RN, et Lander Marchionni, candidat Ensemble !, qui décide de se retirer,. Elle est élue députée avec 56,59% des voix au second tour, battant Adhémar Autrand.

## Résultats aux élections législatives
| Année | Parti | Parti      | Circonscription | 1er tour | 1er tour | 1er tour | 2d tour | 2d tour | 2d tour |
| Année | Parti | Parti      | Circonscription | Voix     | %        | Rang     | Voix    | %       | Issue   |
| ----- | ----- | ---------- | --------------- | -------- | -------- | -------- | ------- | ------- | ------- |
| 2022  |       | EÉLV-NUPES | 3e de la Drôme  | 22 323   | 35,49    | 1re      | 29 636  | 52,22   | Élue    |
| 2024  |       | EÉLV-NFP   | 3e de la Drôme  | 30 618   | 37.96    | 1re      | 43 483  | 56,59   | Élue    |